# NGC 3279
NGC 3279 je galaksija u zviježđu Lavu.

## Vanjske poveznice
- (eng.) SEDS: NGC 3279
- (eng.) Izvangalaktička baza podataka NASA-e i IPAC-a
- (eng.) Astronomska baza podataka SIMBAD